# Henrik Bundgaard
Henrik Bundgaard (født 20. marts 1975) er en dansk fodboldspiller, der spiller i Aarhus Fremad. Bundgaard er målmand, men fra 1. januar 2008 vil han også fungere som målmandstræner i Aarhus Fremad.
Tidligere klubber:
- Aarhus Fremad (2008-?)
- AC Horsens (forår 2007 – leje)
- AGF (2005-2007)
- Brabrand IF (2004-2005)
- AGF (leje)
- Aarhus Fremad (1995-2004)
- Fredericia ( – 1995)
- Åbyhøj